# سؤال مين 1 (2012)
سؤال مين 1 لعام 2012 كان استفتاءً للناخبين على قانون الولاية الذي بدأ في 6 نوفمبر 2012. عنوان مبادرة المواطن هو «قانون للسماح بتراخيص الزواج للأزواج من نفس الجنس وحماية الحرية الدينية». كان السؤال الذي ظهر في بطاقة الاقتراع هو: «هل تريد السماح لولاية مين بإصدار تراخيص زواج لأزواج من نفس الجنس؟»
دخل القانون حيز التنفيذ في 29 ديسمبر 2012.

## الحملة الانتخابية
بدأت حملة المبادرة في 15 مايو 2012. بحلول 28 يونيو جمعت منظمة مينرز المتحدة من أجل الزواج أكثر من مليون دولار، وجاءت 64 في المائة من هذه المساهمات من داخل ولاية مين.
في 23 يوليو عقد اتحاد ماين الأمريكي للحريات المدنية ومينيرز متحدون من أجل الزواج مؤتمرا صحفيا للإعلان عن تشكيل مجموعة «الجمهوريون المتحدون من أجل الزواج» كجزء من محاولة لجذب المزيد من الدعم الجمهوري للمبادرة. ظهر خمسة عشر جمهوريًا في المؤتمر، بما في ذلك ثلاثة مشرعين حاليين في الولاية. أحد هؤلاء النائب ستايسي فيتس من بيتسفيلد الذي صوت ضد قانون زواج المثليين لعام 2009 الذي أقره المجلس التشريعي السابق لكنه ذكر أنه غير رأيه الآن بعد مناقشات مع أشخاص مثليين يعرفهم وعائلته. قال فيتس أيضًا إنه شعر أن آرائه الجديدة «تتطابق تمامًا» مع فلسفته الجمهورية حول الحكومة الصغيرة. رفض القس بوب إمريش المتحدث باسم معارضي المبادرة الإعلان ووصفه بأنه «غير مهم» وتساءل «لماذا يطلق هؤلاء على أنفسهم اسم الجمهوريين».
صدق الرئيس باراك أوباما من خلال متحدث باسمه على المبادرة في 24 أكتوبر.
صرح ريتشارد مالون الأسقف الكاثوليكي السابق لبورتلاند في 25 أكتوبر أن دعم المبادرة كان «غير مخلص للعقيدة الكاثوليكية» وأن الكاثوليك الذين تشكل ضميرهم من خلال الكتاب المقدس لا يمكنهم تبرير التصويت لأي مرشح أو استفتاء يعارض تعاليم الكنيسة. قال إن منظمة كاثوليك من أجل المساواة في الزواج لا تتحدث باسم الكنيسة الكاثوليكية.
صرح كل من النائبين الديمقراطيين للولايات المتحدة تشيلي بينجري ومايك ميشود أنهما يعتزمان التصويت لصالح الاستفتاء، في حين صرح السناتور الجمهوريان عن الولايات المتحدة سوزان كولينز وأولمبيا سنو أن سياستهم كانت تتمثل في عدم التعليق على القضايا على مستوى الولاية. كما رفض الحاكم بول ليباج من خلال المتحدثة باسمه إبداء آرائه بشأن الاستفتاء. أعلن كولينز وسنو عن دعمهما للزواج من نفس الجنس بعد الاستفتاء.
تم إعلان الاستفتاء في 6 نوفمبر 2012 من قبل وكالة أسوشيتد برس، ووافقت جماعة بروتكت مارغ ماين المعارضة في الساعة 1:30 من صباح يوم 7 نوفمبر 2012. صوت 53 ٪ من مين لصالح القانون.